# 満奇洞
満奇洞（まきどう）は、岡山県新見市の阿哲台（豊永台）にある鍾乳洞（石灰洞）である。岡山県指定天然記念物で、岡山県高梁川上流県立自然公園特別地域に含まれる。二次生成物の発達した鍾乳洞として知られる。槇の穴（槙の穴、まきのあな）とも呼ばれる。

## 概要
江戸時代末期の天保の初年に発見された。当時の洞口は現在よりもっと小さく直径33 cm（センチメートル）で、赤馬（）に住む狩人2人が逃げるタヌキを追い詰めた際に偶然発見したと伝わる。もとは槇（まき）という地名（字）から「槇の穴」と呼ばれていたが、1929年（昭和4年）10月にこの地を訪れた歌人の与謝野鉄幹・晶子夫妻により「奇に満ちた洞」との意から「満奇洞」と改められたとされる。なお、命名が本当に与謝野夫妻によるものなのかは異説もあり、1930年に夫妻が出した同人誌『冬柏』では「真木の洞…」と始まる。また、1929年1月に長尾秀尾が「満奇の洞」を含む歌を詠んでいる。
岡山県の鍾乳洞ではもっとも早く存在が認知されたといわれ、新見市内の洞窟群の中でも早くから開発が行われた。岡山県の天然記念物に指定されている。

## 地質
満奇洞が分布する阿哲石灰岩は連続する秋吉帯の秋吉石灰岩や帝釈石灰岩と同様に陸源砕屑物を全く含まないため、約3億年前に赤道付近の太平洋の海山が海溝で崩壊しつつ海山周縁部と頂部に衝上断層で二分された巨大ブロックとして付加体中に取り込まれたものであると考えられている。阿哲石灰岩は小型有孔虫やコノドント、フズリナ化石に基づいて下位から順に名越層、小谷層、岩本層、正山層、槇層の5層に区分される。また、阿哲石灰岩にはこれとは別に北部相と南部相に区分され、前者は石灰質礫岩やチャートを頻繁に挟み、海山の礁周縁部に堆積したと推測され、後者は塊状石灰岩からなり、海山頂部の礁中央部に堆積したと推測されている。
満奇洞が開口する槇付近には層厚65 m（メートル）程度、最大層厚100 m の湯川層群槇層が分布する。槇層では南部相と北部相の差は不明瞭で、主に石灰岩礫岩から成り、上位の寺内層（砕屑岩層）との境界付近ではチャートを挟む。
岡山県道50号線から槇に至る県道320号線との合流地点の手前には石灰岩が100 m 以上にわたって露出している。これは石灰岩のみからなる石灰岩礫岩で、礫の淘汰は悪く、数 cm から20 cm 程度の角礫からなる。堆積時代は中期ペルム紀で、礫として含まれる石灰岩には石炭紀やペルム紀初期など、堆積時より古い様々な年代の紡錘虫化石を含む石灰岩が多く含まれる。槇層は Neoschwagerina douvillei Ozawa, 1925 の存在により特徴づけられる。
また、阿哲台や帝釈台における鍾乳洞の形成は河岸段丘の発達と同質の現象であると考えられており、佐伏川沿いやその周囲の洞窟は河床面からの比高により6つのグループに分けられる。阿哲団体研究グループ (1970) では、満奇洞は高梁川沿いの井倉面（比高 20–25 m）と対比され、第四紀（下末吉期）の約20万年前に相当すると考えられている。滝田 (1972a) では満奇洞は土橋の穴や二ツ木の穴とともに、そのうち標高350–370 m のグループ（a）に属するとされる。このグループは高梁川沿いの。このグループは豊永佐伏にある佐伏本村の段丘地形や橋の段丘地形と同レベルであるとされ、多摩期以前の新第三紀の礫層を切る谷に発達し、第四紀初期であると考えられている。高梁川沿いの標高290 m のグループ（A）に対比される。

## 洞内の構造

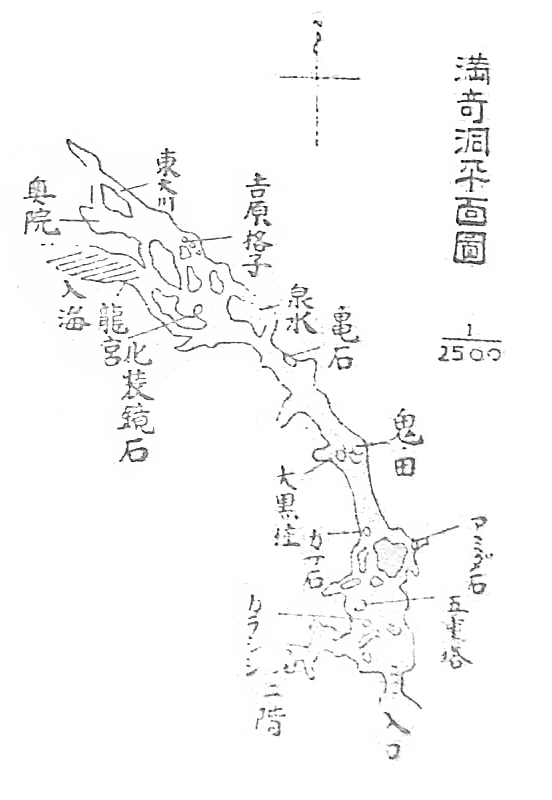
満奇洞の平面図 1/2500。赤木 (1933) より。

洞口は4 m×1.5 m で、大字赤馬の槇集落の山腹に開口する。総延長は約450 m、最大幅は約25 m で、閉塞型の平面に発達した迷路に富む横穴となっている。現在流水はないが、吐出穴である。二次生成物が発達しており、柴田晃により、護王の穴、ダイヤモンドケイブ（磐窟洞）とともに岡山県を代表する美の三大鍾乳洞に数えられる。
洞口から2–3 m 進むと、「千畳敷」と呼ばれるホール（広い空間）がある。ここは現在、洞内休憩所として利用されている。「洞門（石門）」と呼ばれる部分を越すと、さらに別のホールがある。この部分周辺には「銀の幕」、「五重の塔（五重塔）」、「唐獅子」などと呼ばれる生成物がある。ホール左側から千畳敷にループしている空間は階段があり「二階」と呼ばれる。ホールから狭い通路を抜けると、大きな通路に至り、「炭釜」や「傘石」がある。この部分から右の支洞に入ると、「仁王の脚（二王の脚）」、「あみだ石（阿彌陀石）」、「臥牛」などの二次生成物が見られる。
大通路の奥に進むと、鍾乳石が発達し景色に富む狭い空間があり、そこを越えると日本屈指のリムストーン（畦石、石灰華段）があり「千枚田（鬼の田）」と呼ばれる。また、千枚田付近には「大黒柱（大国柱）」と呼ばれる石柱があり、「鬼の手水鉢」、「鬼の水道」がある。続いて、脚や尾がある亀が蹲っているように見える「亀石」があり、「泉水」と呼ばれるプール（地底湖）が水を湛える。
右側に進むと「鬼の居間」と呼ばれる二次生成物に富む空間が続き、少し進むと大小の石柱が林立し格子窓のように見え、「吉原（吉原格子）」と呼ばれる。これを過ぎると「東の大川」があり、洞右奥にある「奥の院」も二次生成物が発達する。奥の院にある生成物は「五百羅漢」に喩えられる。
泉水から左側に伸びるプールは「入海」と呼ばれる。入海には大黒柱に大鏡をかけたようであると表現される「鏡石（化粧鏡石）」や、「釣鐘（釣鐘石）」と呼ばれる生成物が見られる。洞奥の巨大なホールには無数のつらら石が発達し、水晶宮や瑠璃殿に喩えて「竜宮（龍宮）」と呼ばれる。竜宮にはケイブコーラル（洞窟珊瑚）も多くみられる。また、白糸をかけたようであると表現される「華厳の滝」と呼ばれるフローストーン（流れ石）もある。
洞内を通して、つらら石や石柱、フローストーンだけでなくほとんどの二次生成物が観察でき、石筍、カーテン（幕石）やベーコン、ストロー（鍾乳管）、ヘリクタイト（曲がり石）、ヘリグマイトなどが見られる。その変化に富む様子から「洞窟の博物館」と評される。これらの二次生成物には人間活動の影響で煤の付着が見られるものもある。
洞内には断層がみられるが、つらら石やフローストーンにより被覆されている。「夢の宮殿」では断層が2本交錯しており、断層の鏡肌や断層角礫が確認できる。
一般に、鍾乳洞内の気温は一年を通して一定である。これは洞内には太陽光線による熱が届かず、そこに流れる地下水の温度の影響を受けるためである。地下水の温度はその地域の平均気温とほぼ同じであり、満奇洞内の気温はほぼ一定で、平均13 ℃程度の適温が保たれ、夏は涼しく、冬は暖かい。洞内にあるプールは停水のみで流水はない。
また満奇洞は洞窟系の発達段階について、前述の河岸段丘だけでなく、洞内のノッチ（溶蝕溝）についても研究が行われている。洞内にはノッチが発達し、よく保存されている。満奇洞の水平天井はある1つの横穴形成期（レベル）にできたもので、洞内のノッチと同質のものであると考えられている。満奇洞の天井は大きく5つの比高に区分され、洞口の水準を0 m として、そこから約150 cm、約250 cm、約350 cm、約550–660 cm、そして割れ目（クラック）に沿う高い天井が認識される。割れ目に沿う高い天井は洞窟の形成初期にできたもので、地下水面の不安定な時期のものであると考えられる。そして残りは安定水面により形成された水平天井とそこに二次生成物が覆い基質の石灰岩が見えなくなった天井であると考えられる。最も高い水平天井は「竜宮」から「夢の宮殿」、「奥の院」を経由し「吉原」に至る観光洞最奥部と「五重の塔」付近の入口のホールにあり、最も古いと考えられる。泉水の手前に最も低い190 cm 以下の天井があることから、これらの高い水平天井は独立に形成されたと推定されている。

## 観光開発

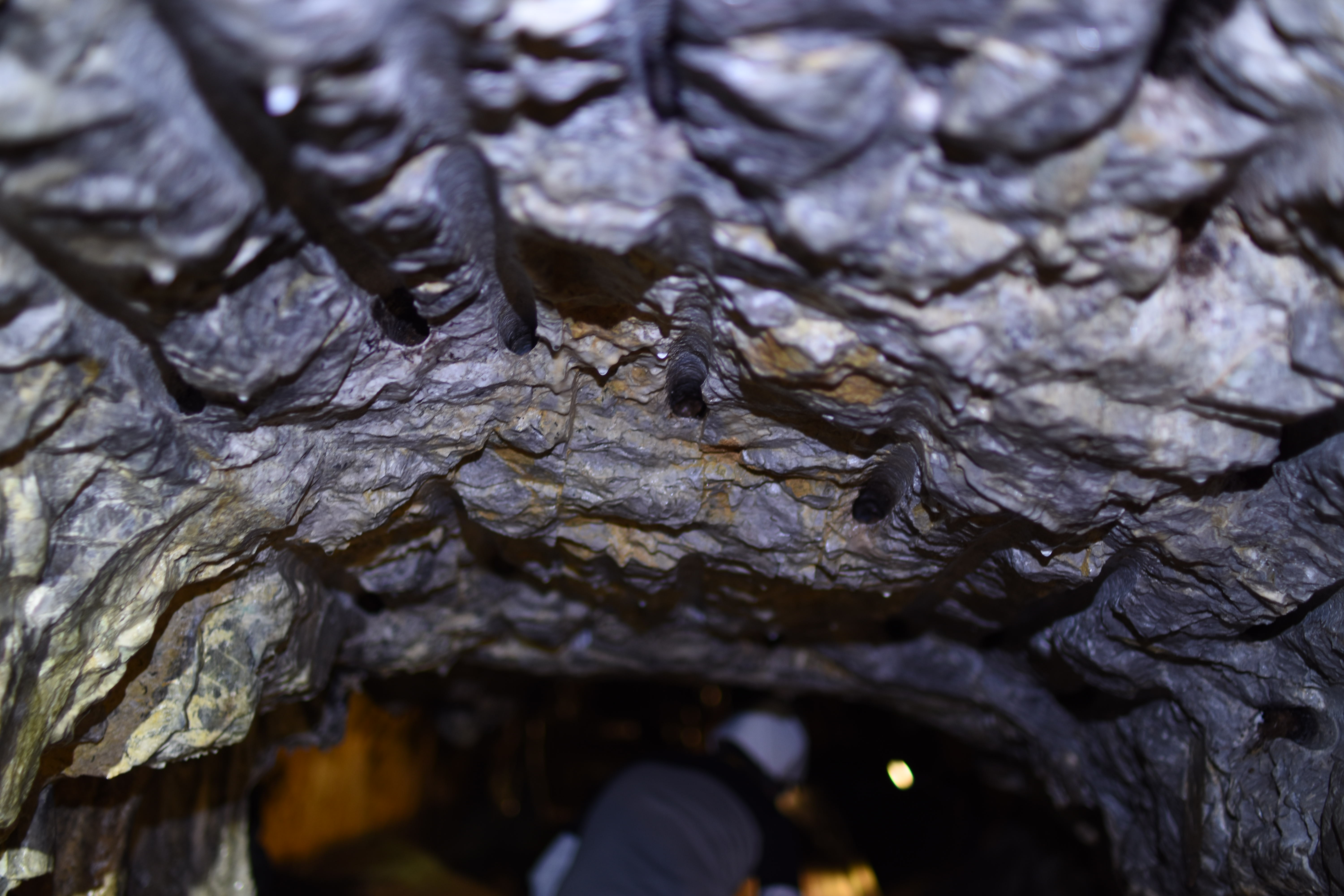
満奇洞の観光化により開けられた発破跡。

佐伏本村の荻野繁太郎は名勝地保存のため、1927年（昭和2年）8月1日に満奇洞洞口の周囲の山6畝5歩を購入し、佐伏本村に寄付した。そして豊永村が管理方法を定め、観光化のため設備を設け、天然名称記念地として保存することになった。
観光化にあたって、小規模な切削が行われた。千枚田では通行のために排水のためのボーリング工事も行われた。これにより、リムストーン上を流れていた水流が涸れ、洞内の湿度が急速に低下して二次生成物の生成の停止、洞壁の乾燥、フローストーンの風化や脱落が進行した。現在では洞外から水を汲み入れ、風化を抑えている。
観光洞部最奥には大きなプール（地底湖）があり、そこにかかる「竜宮橋」や数々の鍾乳石がカラフルなLED照明でライトアップされ、幻想的な雰囲気が楽しめる。洞奥の「恋人の泉」は「恋人の聖地」に選定されている。
2018年（平成30年）7月には、西日本豪雨の被害により洞内に土砂が堆積し、その撤去やトイレの修繕のため2週間にわたり休業した。営業再開後も主要道路の土砂崩れなどの影響で7–8月の来洞者数は前年の6割に減少した。
2019年現在の来洞者数は年間4–5万人。1970年ごろは年間3万人程度であった。近年は中国や台湾を中心とした訪日外国人が毎年2割近く増えている。

### 沿革
- 1950年（昭和25年）10月 - 電灯照明を導入[48]。
- 1957年（昭和32年）11月5日 - 岡山県が「阿哲台」として岡山県指定天然記念物に指定[49][50]。
- 2014年（平成26年）3月 - LED照明を導入[51][52]。
- 2015年（平成27年）7月 - 一般社団法人照明学会主催の「照明普及賞」を受賞[52]。

## 生物相
満奇洞はもともと洞窟性動物の生息条件が優れていたが、人為的な破壊や観光部の照明設置、観光客の入洞などにより貧栄養で動物相は衰退している。現在でも非観光部の洞奥には洞床にグアノが見られる。
満奇洞で確認された動物相は以下の通りである。1954年5月には、コウモリは10頭程度、トビムシ類は少数が2–3か所で観察されている。
- 蛛形綱 Arachnida
  - マシラグモ属の一種 Leptoneta sp.[53]
  - ウズグモ Uloborus varians Yaginuma, 1960[53]
  - クモ目の一種 Araneida gen. et sp. indet.[48]
  - ツチカニムシの一種 Pseudoscorpiones gen. et sp. indet.[48][53]
- 六脚綱 Hexapoda
  - クワヤマナガコムシ属の一種 Metriocampa sp.[48]
  - リュウガトゲトビムシ Tritomurus riugadoensis Yosii, 1939[48]
  - マダラカマドウマ Diestrammena japonica Blatchley, 1920[48]
  - タイシャクナガチビゴミムシ阿哲亜種 Trechiama yokoyamai ishikawai S. Uéno, 1958[48][54]
  - チビシデムシ属の一種 Catops sp.[48]
  - ウスグロオオナミシャク Triphosa dubitata amblychiles Prout, 1837[53]
  - 双翅目の一種 Diptera gen. et sp. indet.[48]
- 倍脚綱 Diplopoda
  - ウスアカオビヤスデ Epanerchodus sanctus Miyosi, 1951[48]
  - リュウガヤスデ属の一種 Skleroprotopus sp.[48]
  - フトケヤスデ Tokyosoma takakuwai Verhoeff, 1932[53][注 7]
- 腹足綱 Gastropoda
  - キセルモドキ Mirus reinianus (Kobelt, 1875)[55]
  - ホソヒメギセル Megalophaedusa gracilispira (Möllendorff, 1882)[56]
  - オカヤマシタラ Parasitala okayamaensis nom. nud.[57]
  - サチマイマイ Aegista fausta Kuroda & Habe, 1951[58]
  - ハタケダマイマイ Aegista hatakedai hatakedai Kuroda & Habe, 1951[59]
  - カワムラマイマイ Aegista hatakedai kawamurai Kuroda & Habe, 1951[60]
  - コオオベソマイマイ Aegista proba mimula (Pilsbry, 1901)[61]
  - サンインコベソマイマイ Satsuma omphalodes (Pilsbry, 1901)[62]
- 哺乳綱 Mammalia
  - コキクガシラコウモリ Rhinolophus cornutus cornutus Temminck, 1834[48]
  - キクガシラコウモリ Rhinolophus ferrumequinum (Schreber, 1774)[53][7]

## 調査

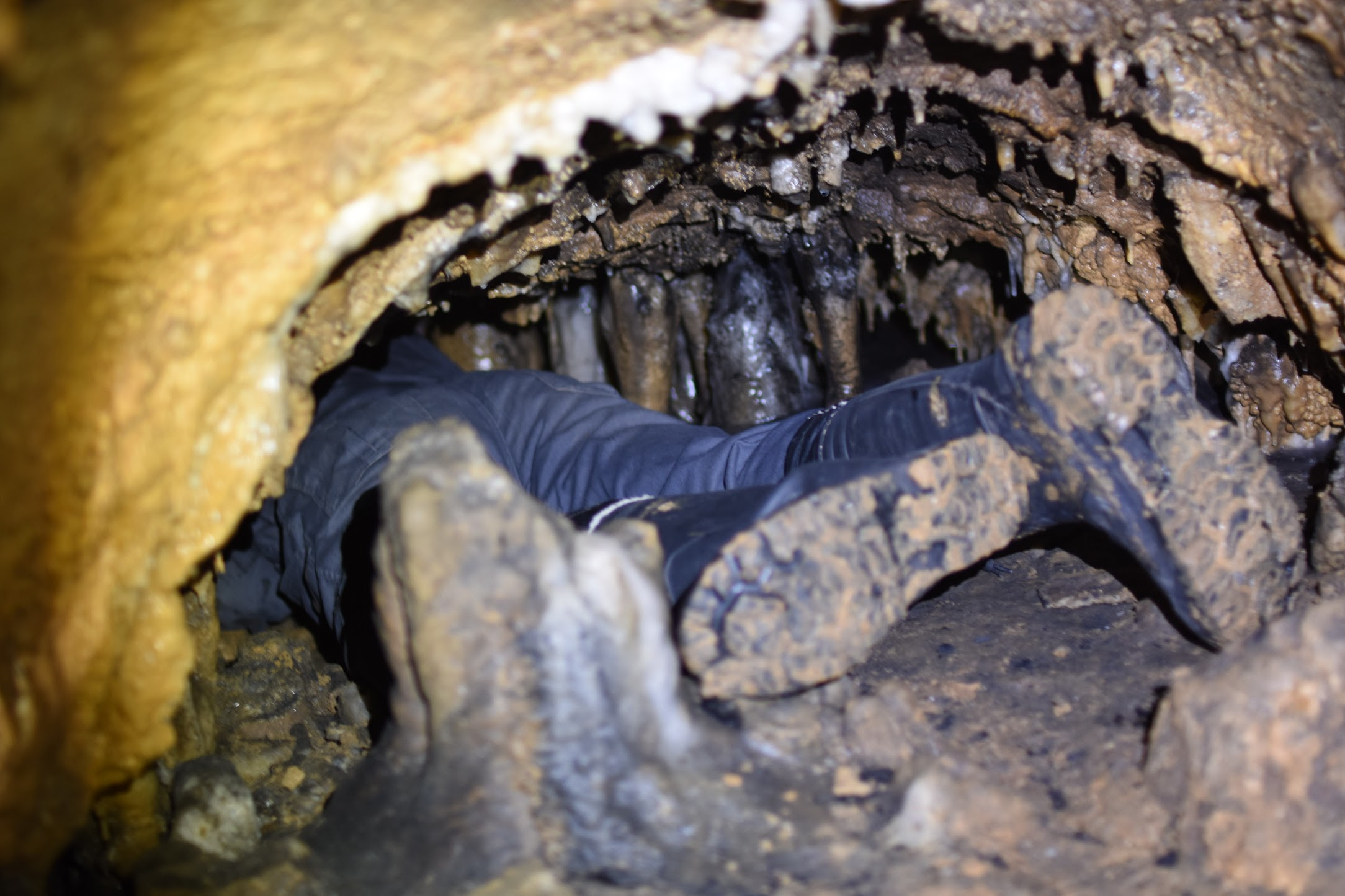
2019年6月15日に行われた満奇洞非公開部の調査。

周辺地域の豊永台は岡山大学ケイビングクラブにより継続的に洞窟調査がなされている。豊永台にはこれまでに20の石灰洞が報告され、2016年時点で新見市下には105洞、岡山県下には181洞が報告されている。
満奇洞では、1954年5月4日に高知女子大学の石川重治郎により動物相の調査が行われた。この際の外気温は16.8 ℃ に対し、洞内の気温は13.8 ℃、水温は12.8 ℃ であった。また、洞内の水はpH 7.8で溶存酸素量は6.0 cm3/L であった。その後も上野俊一や岡本忠らにより動物相が調べられている。
2019年6月15日には、うきぐもケイビングクラブなどのケイビング団体のメンバーにより、立入禁止箇所以奥の状況の調査が行われた。写真撮影や未記載空間の測量が行われた。

## 文化
発見の際、地元の狩人たちは無数の鍾乳石を見つけて採取し、浪花（現在の大阪）に持っていき、売って多くの利益を得たと伝わる。
1929年（昭和4年）1月に岡山鉄道運輸事務所庶務主任である長尾秀尾が満奇洞を訪れ、次の歌を詠んだとされる。
人間の力をよそに満奇の洞 奇しき誇をとよ永にもて
同年10月に与謝野鉄幹・晶子夫妻が訪れた際には、次のような歌が詠まれた。当時は松明の火を頼りに洞内を歩いたと考えられる。晶子は洞内の光景を「冥府の路を辿るやうな奇怪な光景」と評した。
おのづから不思議を滿たす百の房 ならびて広き山の洞かな—寛
燈をとりてともに入るかな眞木の洞 大地のひむる玉の宮これ—寛
まきの洞ゆめにわが見る世のごとく 玉より成れる殿づくりかな—寛
滿奇の洞千疊敷の蠟の火の あかりに見たる顏を忘れじ—晶子
洞の間いともはかなき蠟の火の 星よりもげに高ふれるかな—晶子
ことさらに歸りいでしと くぐらねど冷たき滿奇の洞の壁かな—晶子
忘れめや千疊敷に會食す 穴居の民のむかしにかへり—毅
このうち、「おのづから…」「満奇の洞…」で始まる2首は満奇洞付近にある1.3 m の花崗岩の歌碑に刻まれている。
1930年（昭和5年）11月に山田準が満奇洞を訪れた際には次の詩が詠まれた。1940年（昭和15年）に発行された『濟齋詩鈔 坤』にも収録されている。
萬奇看盡又千珍 玉洞眞成枝是神
秉燭風流傳盞坐 水晶宮裡好爲賓
槇集落の人々にとっては、満奇洞は地域の宝となっている。集落の人々は幼少期に竹に火をつけて入洞し遊んだりしていた。50年以上にわたり、「満奇洞保存会」が組織されており、満奇洞周辺の清掃や草刈りをしている。

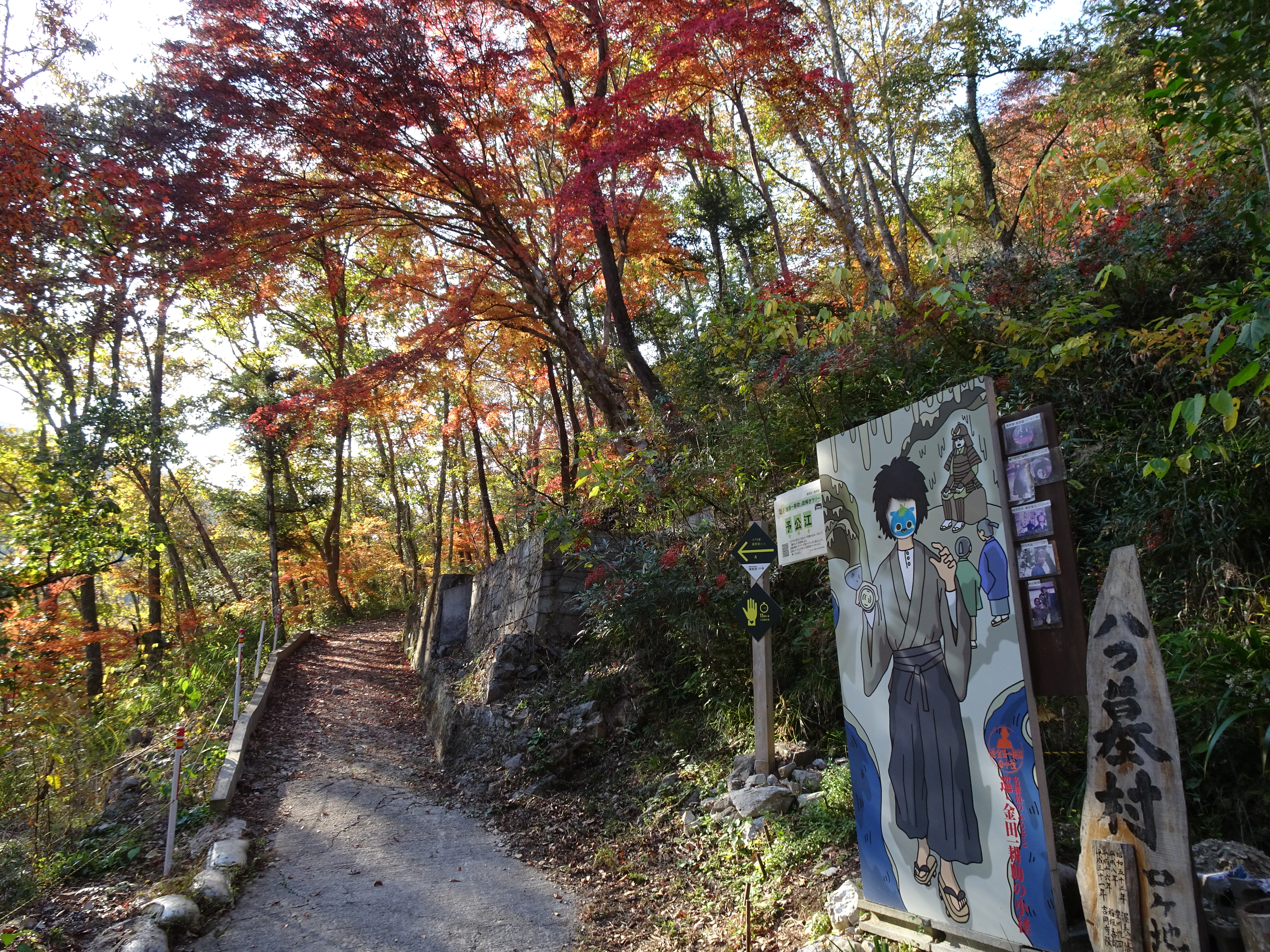
満奇洞前の遊歩道
金田一耕助の立て看板に、各映画作品・テレビドラマ作品の写真が貼付されている。
「八つ墓村ロケ地」の表示板には、「昭和52年 渥美清」「平成8年 豊川悦司」「平成16年 稲垣吾郎」「平成31年 吉岡秀隆」と、作品公開年と金田一役の俳優名が記されている。

映画『八つ墓村』のロケ地としても知られている。戦中戦後を疎開先の吉備郡岡田村（現・倉敷市真備町岡田）で過ごした横溝正史は、『八つ墓村』の構想を練り始めたころ、知人から作品の舞台に適当な村として新見駅の近くの鍾乳洞がある村を教えてもらったこともあって、原作小説にも「Nという駅」や「千屋牛」など新見市にちなむと考えられる件が登場する。1977年の映画『八つ墓村』以来、1996年の映画『八つ墓村』、2004年のテレビドラマ『八つ墓村』、2019年のテレビドラマ『八つ墓村』のロケ地にも使われている。1977年の映画『八つ墓村』では、満奇洞や秋芳洞を含む約10か所の洞窟を1つの洞窟に仕立てている。1996年の映画『八つ墓村』では、3月3日から13日にかけて岡山県下で撮影が行われ、うち3月5日に満奇洞で寺田辰弥に扮する高橋和也が田治見家に通じる鍾乳洞に初めて足を踏み入れるシーンの撮影が行われた。2004年のドラマ『八つ墓村』では、原作に忠実にするため、鍾乳洞の場面は全て新見市下で撮影され、複数の場面が満奇洞で撮影されている。
阿哲台では1995年までトゥファが観賞用（盆栽用）として採掘され、特産品として満奇洞の土産物屋で販売されていた。トゥファは阿哲台においては古くから「水岩石」（すいがんせき、水含石）と呼ばれ親しまれてきた。トゥファを特産品として扱ってきたという事実は日本の石灰岩地域ではほかに例がない。

## 料金・交通
- 中国自動車道北房ICより国道313号等を経由して車で約30分
- JR井倉駅より備北バス満奇洞行き満奇洞下車、約38分乗車
- 無料駐車場あり。入場料金は大人1000円、中学生800円、小学生500円[51]
- 営業時間は午前8時30分から午後5時[22]（最終入場は午後4時30分[23]）